# František Král (1884)
František Král (2. března 1884 Bořkov u Semil – 24. října 1942 koncentrační tábor Mauthausen) byl za protektorátu vrchním inspektorem Československých státních drah, spolupracovník parašutistů z výsadků Anthropoid, Out Distance, Silver A a Steel.

## Život
František Král se narodil 2. března 1884 v Bořkově u Semil, č. p. 53, do rodiny tamního školníka Josefa Krále a jeho manželky Anny Králové, rozené Lukešové, původem z Peřimova. Za protektorátu působil jako vrchní inspektor Československých státních drah (ČSD) a z charakteru své funkce disponoval řadou užitečných kontaktů. Dne 11. dubna 1920 se oženil s Karolínou Královou, rozenou Krčilovou. Jeho manželka byla sestrou Marie Moravcové, rozené Krčilové.
Rodina Králových často měnila místo trvalého pobytu. Nejprve bydleli v Praze na Žižkově (adresa: Štítného 361/17, 130 00 Praha 3 - Žižkov); v letech 1937 až 1939 v Plzni (adresa: Klatovská 1600/78); v letech 1939 až 1941 v Brně. Poté se rodina Králových přestěhovala opět do Prahy (zde bydleli na adrese Malá Šternberkova 8). V roce 1921 přišel na svět syn Karel (* 1921) a v roce 1924 dcera Ludmila (* 1924).

## V odboji
V domácím protiněmeckém odboji patřil ke spolupracovníkům (podporovatelům) parašutistů výsadků Anthropoid, Out Distance, Silver A a Steel. Za protektorátu bydleli manželé Královi na adrese Schnirchova 1356/8, 170 00 Praha 7 - Holešovice a ve svém bytě nějaký čas ukrývali parašutistu Adolfa Opálku z paradesantního výsadku Out Distance. František a Karolína Královi fungovali jako kurýři mezi Prahou a Plzní. Karolína Králová poskytla parašutistům adresu Aloisie Hrdličkové z Plzně (která bydlela ve stejném domě a dokonce i poschodí, kde Královi žili před válkou), u níž se někteří s parašutistů ubytovali před operací Canonbury. V rámci zabezpečení této operace Královi parašutistům všestranně pomáhali.

## Zatčení, smrt
Dne 17. června 1942 se Karolína Králová v 15.30 vydala na návštěvu k rodině své sestry do bytu Moravcových v Biskupcově ulici, ale byla zatčena gestapem, které zde hlídkovalo. Následně byla odvezena do Petschkova paláce k výslechu. Ing. František Král byl zatčen gestapem v Praze 14. srpna 1942. Obě jeho děti (syn Karel a dcera Ludmila) byly z policejní vazby propuštěni a válku přežily.
Nejprve byl František Král vězněn (spolu se svou manželkou) v soudní budově na Karlově náměstí v Praze. Poté byl František Král 10. října 1942 z věznice v Praze na Pankráci deportován do věznice gestapa v Malé pevnosti Terezín. V Terezíně byla vězněna i jeho manželka. V nepřítomnosti byl odsouzen stanným soudem k trestu smrti. Odtud byl dne 22. října 1942 zařazen do transportu do koncentračního tábora Mauthausen, kde byl společně se svojí manželkou Karolínou Královou popraven zastřelením 24. října 1942.

## Připomínka
- Jeho jméno (Král František Ing. *2. 3. 1884) i jméno jeho manželky (Králová Karolína roz. Krčilová *2. 4. 1900) je uvedeno na pomníku při pravoslavném chrámu svatého Cyrila a Metoděje (adresa: Praha 2, Resslova 9a). Pomník byl odhalen 26. ledna 2011 a je součástí Národního památníku obětí heydrichiády.[12][13]
- Jeho jméno a jméno jeho manželky je uvedeno na pamětní desce v Plzni, Klatovská třída 1600/78. Na desce je nápis: "V tomto domě žili obětaví členové odboje / Aloisie HRDLIČKOVÁ / Jiří HRDLIČKA / Karolína KRÁLOVÁ / Ing. František KRÁL / Poskytli pomoc výsadkům ANTHROPOID, SILVER A a OUT DISTANCE"[14]

## Galerie

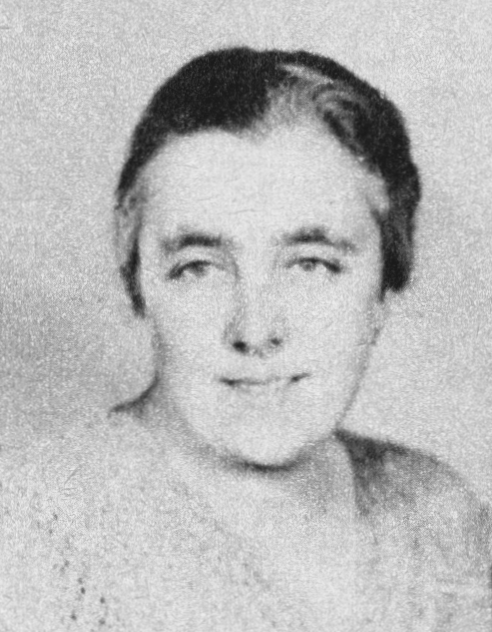
Sestra Karolíny Králové – odbojářka Marie Moravcová
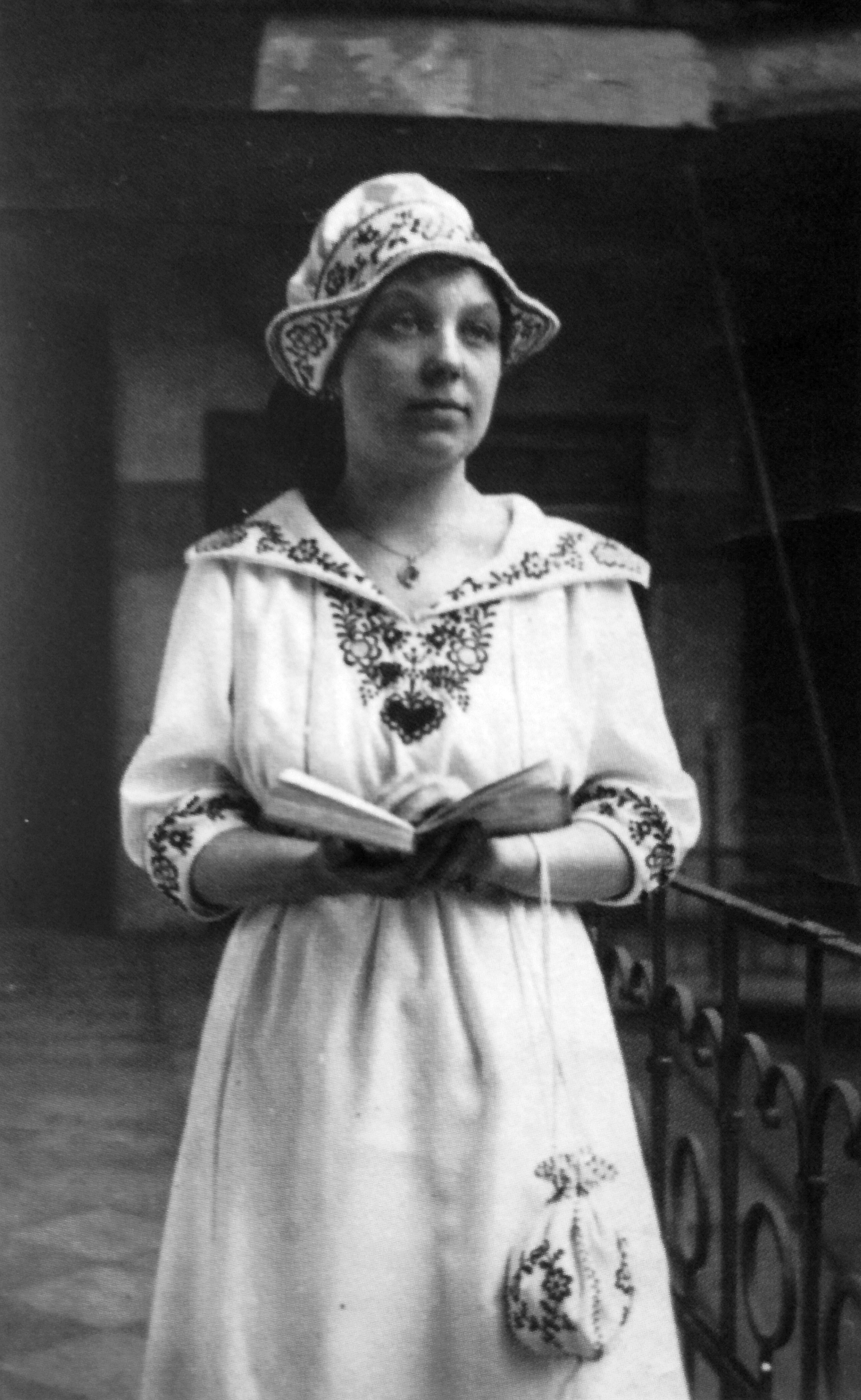
Karolína Sabina Králová ve druhém patře žižkovského bytu ve Štítného ulici 361/17
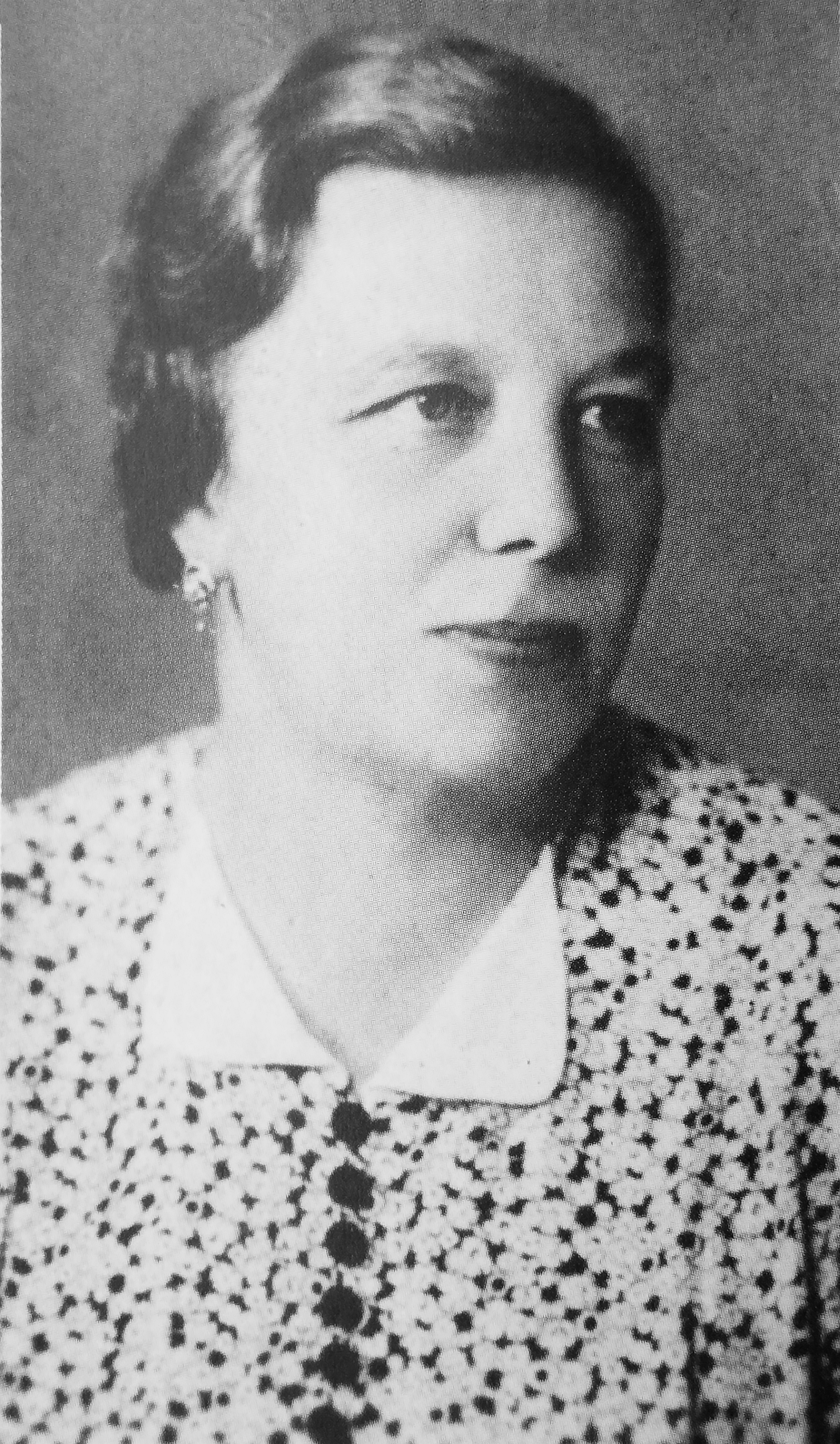
Karolína Králová, manželka Ing. Františka Krále
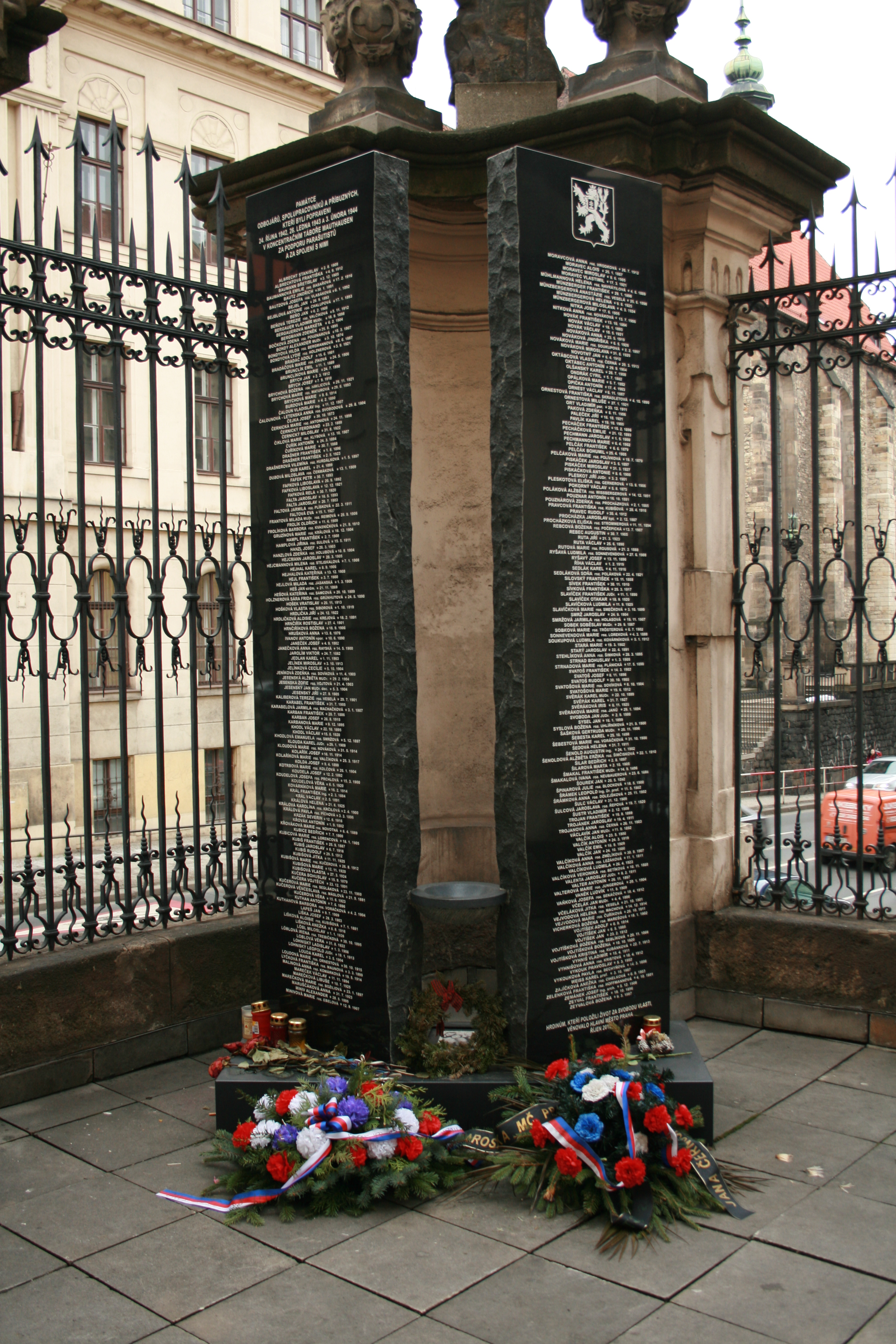
Pomník odbojářům popraveným a umučeným v souvislostí s operací Anthropoid (Resslova ulice)
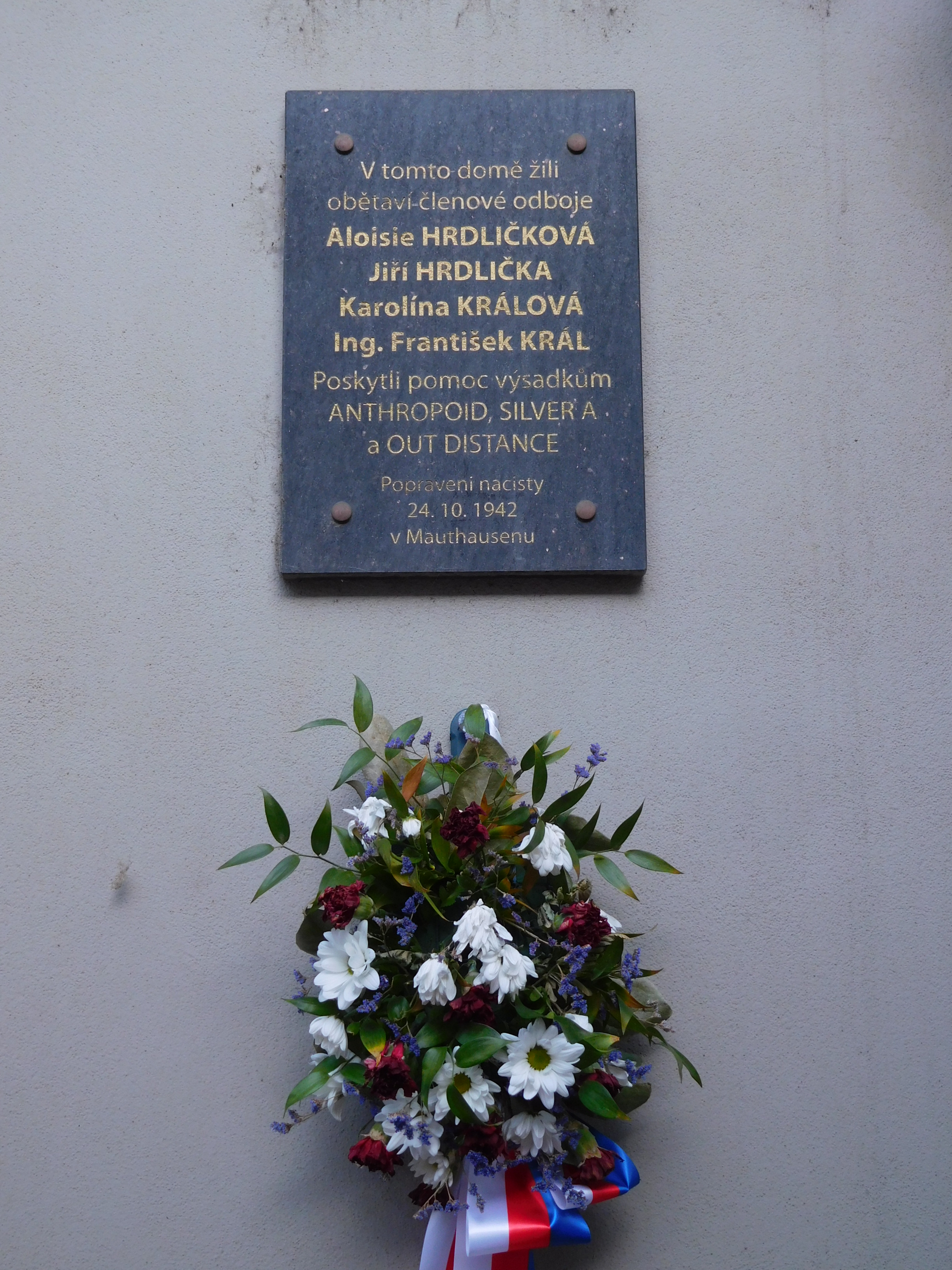
Pamětní deska na domě, kde Královi žili před válkou – Klatovská třída 1600/78, Plzeň